# Alp
|  | Per a altres significats, vegeu «Alp (títol)». |

Alp és un municipi de la comarca de la Baixa Cerdanya. És el municipi més oriental de la Baixa Cerdanya i connecta amb el Ripollès per la Collada de Toses.

## Etimologia
En la documentació antiga es troba Albi (segle ix), probablement prové del llatí albu que vol dir blanc. L'evolució coneguda seria: Albi segle ix, X, 1050; villa Albii 1043, 1069; Alb 1077, s. XII, XIII, XIV; Alp 1033, 1163, S. XIII, XIV, XVI, XVII, XVIII.

## Geografia o medi físic
- Llista de topònims d'Alp (Orografia: muntanyes, serres, collades, indrets..; hidrografia: rius, fonts...; edificis: cases, masies, esglésies, etc).

Té una elevació de 1.159 m d'altitud, a la vall de la ribera d'Alp. S'estén des del pla fins a la Collada de Toses. El municipi limita al N i NE amb el de Fontanals de Cerdanya, mentre que pel sector alt de la vall ho forma amb Puigcerdà. És un municipi amb grans extensions de boscos a les muntanyes d'Alp, la Comella i el Saltèguet, encara que els boscos d'avets d'aquest lloc pertanyen a Puigcerdà des del segle xiv. S'hi pot arribar amb ferrocarril, mitjançant l'estació Urtx-Alp de la línia Barcelona - Puigcerdà - la Tor de Querol. El terme municipal integra una petita part del Parc Natural Cadí-Moixeró i de la Reserva Nacional de Caça de la Cerdanya. Hi ha diferents refugis de muntanya com el des Pas de Roc, de la Pleta, de les Vaques, dels Ocells, i el del Medi Rural. També hi passa un itinerari de gran recorregut (GR-4). Alp té al sud del seu terme dues estacions d'esports d'hivern: la Molina a llevant i Masella a ponent.

## Climatologia
El clima d'Alp es classifica com càlid i temperat. Alp té una quantitat significativa de pluja durant l'any. Això és cert fins i tot per al mes més sec. El clima aquí es classifica com Clima temperat marítim (Cfb) pel sistema  Köppen-Geiger. Hi ha al voltant de precipitacions de 929 mm. La menor quantitat de pluja es troba al mes de gener, amb una mitjana de 54 mm. Pel resta de l'any, hi ha una mitjana de 106 mm, la major precipitació cau al maig. La variació en la precipitació entre els mesos més secs i més humits és de 52 mm.
La temperatura mitjana a Alp és 9,2 °C. Les temperatures són més altes de mitjana al juliol, al voltant de 17,6 °C. gener té la temperatura mitjana més baixa de l'any. És 2,2 °C. Durant l'any, les temperatures mitjanes varien en 15,4 °C.

## Demografia
| 1497 f | 1515 f | 1553 f | 1717 | 1787 | 1857 | 1877 | 1887 | 1900 | 1910 |
| ------ | ------ | ------ | ---- | ---- | ---- | ---- | ---- | ---- | ---- |
| 12     | 20     | 21     | 263  | 427  | 648  | 551  | 565  | 588  | 587  |

| 1920 | 1930 | 1940 | 1950 | 1960 | 1970 | 1981  | 1990 | 1992 | 1994 |
| ---- | ---- | ---- | ---- | ---- | ---- | ----- | ---- | ---- | ---- |
| 645  | 541  | 539  | 566  | 664  | 906  | 1.369 | 930  | 918  | 918  |

| 1996  | 1998  | 2000  | 2002  | 2004  | 2006  | 2008  | 2010  | 2012  | 2014  |
| ----- | ----- | ----- | ----- | ----- | ----- | ----- | ----- | ----- | ----- |
| 1.012 | 1.105 | 1.194 | 1.272 | 1.315 | 1.467 | 1.686 | 1.733 | 1.745 | 1.661 |

| 2016  | 2018  | 2020  | 2022  | 2024  | 2026 | 2028 | 2030 | 2032 | 2034 |
| ----- | ----- | ----- | ----- | ----- | ---- | ---- | ---- | ---- | ---- |
| 1.536 | 1.559 | 1.593 | 1.717 | 1.728 | -    | -    | -    | -    | -    |

| Entitat de població | Habitants (2024) |
| Alp                 | 1.079            |
| la Molina           | 604              |
| Masella             | 44               |
| Font: Idescat       |                  |

## Història
Alp ja existia al segle ix com a parròquia del Bisbat d'Urgell, quan el monjo Eudald de Conques hi passà amb les relíquies de sant Vicenç d'Osca, en el seu camí des de València i Saragossa cap al cenobi de Castres (França) al qual estava adscrit. Les notícies sobre Alp no comencen a ser abundoses fins al segle xiv. A començaments d'aquell segle, les seves terres estaven repartides entre els barons d'Urtx, els vescomtes de Castellbò i el rei. En el decurs del segle, els reis d'Aragó compraren les terres dels Urtx (1316), i vengueren les seves als Mataplana (1368). Aquests se'n desfarien venent-les a Joan de Lussana (1373), i el fill d'aquest a la vila de Puigcerdà (1393). Mentrestant, les terres dels Castellbò passaren a començaments del mateix segle a un altre particular.
De l'església del segle ix no queden més que les referències. L'actual església parroquial de Sant Pere, datada del segle xii, mostra al gruix dels seus murs la necessària fortificació que degueren suposar les escomeses occitanes de l'època. La Torre de Riu, vora la riba del riu d'Alp, és una antiga torre fortificada que modernament s'ha vist convertida en castell neogòtic de ressons romàntics. Al costat de la Torre hi ha una capella dedicada a la Divina Pastora.

## Economia
Gairebé la meitat del terme és terreny forestal, majoritàriament bosc d'utilitat pública no consorciada que s'estén per la Molina, el Sitjar, el Paborde, Sagramorta, la Pia, Masella i per la vall de Saltèguet, d'on queda exclosa la baga del dit nom, que pertany a Puigcerdà. De la resta de sòl agrari, la major part són pastures permanents i de les de conreu es troben algunes de regadiu per cereals (blat, civada i sègol), patates i farratge. En ramaderia, hi ha bestiar boví, oví i equí.
En la indústria el sector dominant són la construcció, la reparació de vehicles, de maquinària agrícola i de les instal·lacions de La Molina i Masella.
L'activitat terciària més important és el turisme.

## Política i administració
El municipi comprèn el poble d'Alp, cap del terme, a més de les estacions d'esquí de La Molina i de Masella. Antigament hi havia alguns altres nuclis menors, avui despoblats, com Saltèguet, Ovella, Comadovella i Sagramorta.
| Període                                                         | Batlle                                                          | Partit                                                          | Presa de Possessió                                              |
| 1979 —primeres eleccions en democràcia després de la dictadura— | 1979 —primeres eleccions en democràcia després de la dictadura— | 1979 —primeres eleccions en democràcia després de la dictadura— | 1979 —primeres eleccions en democràcia després de la dictadura— |
| --------------------------------------------------------------- | --------------------------------------------------------------- | --------------------------------------------------------------- | --------------------------------------------------------------- |
| 1979-1983                                                       | Salvador Pous i Rebés                                           |                                                                 | 20/4/1979                                                       |
| 1983-1987                                                       | Josep Tajà i Alsina                                             |                                                                 | 23/5/1983                                                       |
| 1987-1991                                                       | Josep Tajà i Alsina                                             |                                                                 | 30/6/1987                                                       |
| 1991-1995                                                       | Josep Tajà i Alsina                                             |                                                                 | 15/6/1991                                                       |
| 1995-1999                                                       | Josep Tajà i Alsina                                             |                                                                 | 17/6/1995                                                       |
| 1999-2003                                                       | Josep Tajà i Alsina                                             |                                                                 | 3/7/1999                                                        |
| 2003-2007                                                       | Salvador Rigola i Espinet                                       |                                                                 | 14/6/2003                                                       |
| 2007-2011                                                       | Cosme Ruaix i Junoy                                             | PSC                                                             | 16/6/2007                                                       |
| 2011-2015                                                       | Ramon Moliner i Serra                                           | CiU                                                             | 11/6/2011                                                       |
| 2015-2019                                                       | Ramon Moliner i Serra                                           | CiU                                                             | 30/6/2015                                                       |
| 2019-2023                                                       | Carles Adserà i Puig                                            | En-Cerd                                                         | 15/6/2019                                                       |

## Llocs d'interès
- Turó Rodó (Alp).
- Font de Sant Isidre
- Capella de la Divina Pastora
- Capella de la Mare de Déu de les Neus
- Capella de la Mare de Déu de Montserrat
- Capella de Santa Maria d'Ovella
- Església parroquial de Sant Pere
- La Torrassa
- Mas Sant Josep
- Monestir de Sant Esteve i Sant Hilari[6]
- Refugi de muntanya de Sagramorta
- Avetar de Sagramorta
- Safareig
- Torre de Riu
- Xalet de la Molina, o Xalet del CEC

## Fires i festes
Festa Major 29 de Juny

## Persones il·lustres
- Jacint Béjar i Salvadó (1935-), escriptor català